# Sovrana
|  | Denne artikel er oprettet af botten PalnaBot ud fra en ekstern database. Den kan derfor have sproglige fejl eller mangler. Denne skabelon kan fjernes efter kontrol af indholdet. |

Sovrana er en film instrueret af Anita Saij.

## Handling
En dokumentarisk dansevideo. Den danske danser Anita Saijs soloforestilling SOVRANA vist i B&W Hallerne i København i 1989. Forestillingen er lavet i samarbejde med japaneren Kazu Ohno under Anita Saijs ophold i Japan.